# Bargilo
Nella mitologia greca,  Bargilo  era il nome di uno dei compagni di Bellerofonte.

## Il mito
Bargilo, eroe greco di cui si racconta nel mito, compagno di Bellerofonte in molte avventure fu ucciso in una di queste dalla furia del cavallo alato Pegaso da un suo calcio poderoso.
Bellerofonte non dimentico della lealtà dell'amico decise di onorarlo dando il nome di una delle città da lui fondate il suo nome nella Caria, quella città si chiamò Bargylia.

### Moderna
- Angela Cerinotti, Miti greci e di roma antica, Prato, Giunti, 2005, ISBN 88-09-04194-1.
- Anna Ferrari, Dizionario di mitologia, Litopres, UTET, 2006, ISBN 88-02-07481-X.
- Anna Maria Carassiti, Dizionario di mitologia classica, Roma, Newton, 2005, ISBN 88-8289-539-4.